# Calliergon columbico-palustre
Calliergon columbico-palustre là một loài Rêu trong họ Amblystegiaceae. Loài này được (Müll. Hal. & Kindb.) Kindb. mô tả khoa học đầu tiên năm 1894.